# Belba meridionalis
Belba meridionalis är en kvalsterart som beskrevs av Bulanova-Zachvatkina 1962. Belba meridionalis ingår i släktet Belba och familjen Damaeidae. Inga underarter finns listade.